# گارسن
گارسن (به آلمانی: Garßen) یک منطقهٔ مسکونی در آلمان است که در تسله واقع شده‌است. گارسن ۲٬۸۶۷ نفر جمعیت دارد.